# George S. Kaufman
George Simon Kaufman (Pittsburgh, 16 novembre 1889 – New York, 2 giugno 1961) è stato un commediografo, regista teatrale, produttore teatrale, librettista, umorista, sceneggiatore e critico letterario, oltre anche a regista cinematografico e scrittore statunitense.

## Biografia
È stato uno dei membri stabili della Tavola rotonda dell'Algonquin.
Esordì come giornalista e critico teatrale nel New York Times.
Il suo primo successo fu la satira espressionista Beggar on Horseback (Il povero a cavallo, 1924), scritta con Marc Connelly.
Da ricordare la sua collaborazione con Moss Hart, che produsse pregevoli opere, come Once in a Lifetime (Una volta nella vita, 1930), You Can't Take It with You (Non te li puoi portare appresso, 1936) e The Man Who Came to Dinner (Quel signore che venne a pranzo, 1939).
Dinner at Eight (Pranzo alle otto, 1932) e The Solid Gold Cadillac (Una Cadillac tutta d'oro, 1953) ottennero un grande successo anche nella versione cinematografica.

## Opere
- Some One in the House, coautori Larry Evans e Walter C. Percival (1918)
- Dulcy (play), coautore Marc Connelly (1921)
- Merton of the Movies (1922)
- Beggar on Horseback (1924)
- The Butter and Egg Man (1925)
- The Cocoanuts (1925)
- The Royal Family (1927)
- Animal Crackers (1928)
- June Moon (1929)
- Una volta nella vita (Once in a Lifetime), di George S. Kaufman e Moss Hart (1930)
- Of Thee I Sing (1931)
- Dinner at Eight (1932)
- Merrily We Roll Along, di George S. Kaufman e Moss Hart (1934)
- Non te li puoi portare appresso (You Can't Take It with You), di George S. Kaufman e Moss Hart (1936) - Premio Pulitzer per la drammaturgia
- Stage Door (1936)
- Preferirei aver ragione (I'd Rather Be Right), di George S. Kaufman e Moss Hart (1937)
- Quel signore che venne a pranzo (The Man Who Came to Dinner), di George S. Kaufman e Moss Hart (1939)
- Giorgio Washington ha dormito qui (George Washington Slept Here), di George S. Kaufman e Moss Hart (1940)
- The Late George Apley (1944)
- The Solid Gold Cadillac (1953)

## Filmografia parziale

### Soggetto
- Someone Must Pay, regia di Ivan Abramson - lavoro teatrale (1919)
- Dulcy, regia di Sidney Franklin  (1923)
- Noci di cocco (The Cocoanuts), regia di Robert Florey (1929)
- Animal Crackers, regia di Victor Heerman (1930)
- La famiglia reale di Broadway (The Royal Family of Broadway), regia di George Cukor in collaborazione con Cyril Gardner (1930)
- Gabbia di matti (Not So Dumb ), regia di King Vidor  (1930)
- Pranzo alle otto (Dinner at Eight), regia di George Cukor (1933)
- Il museo degli scandali (Roman Scandals), regia di Frank Tuttle (1933)
- The Man with Two Faces, regia di Archie Mayo - lavoro teatrale (1934)
- Palcoscenico (Stage Door), regia di Gregory La Cava (1937)
- L'eterna illusione (You Can't Take It with You), regia di Frank Capra (1938)
- Dulcy, regia di S. Sylvan Simon  (1940)
- Signorine, non guardate i marinai (Star Spangled Rhythm) di George Marshall e A. Edward Sutherland  (1942)
- Il signore resta a pranzo (The Man Who Came to Dinner), regia di William Keighley (1942)
- Una Cadillac tutta d'oro (The Solid Gold Cadillac), regia di Richard Quine (1956)
- La bella di Mosca (Silk Stockings), regia di Rouben Mamoulian (1957)
- Gli sgangheroni (Brain Donors), regia di Dennis Dugan (1992)

### Sceneggiatore
- Una notte all'opera (A Night at the Opera), regia di Sam Wood (1935)
- Schiavo del passato (The Late George Apley), regia di Joseph L. Mankiewicz (1947)

### Regista
- Il senatore licenziato (The Senator Was Indiscreet) (1947)